# José María Uriburu
José María Uriburu (Salta, 1 de noviembre de 1846 - Jujuy, 1 de marzo de 1909) fue un militar argentino que se destacó en la conquista de la región chaqueña. Fue también gobernador del territorio nacional de Formosa. Era primo de Napoleón Uriburu.

## Biografía

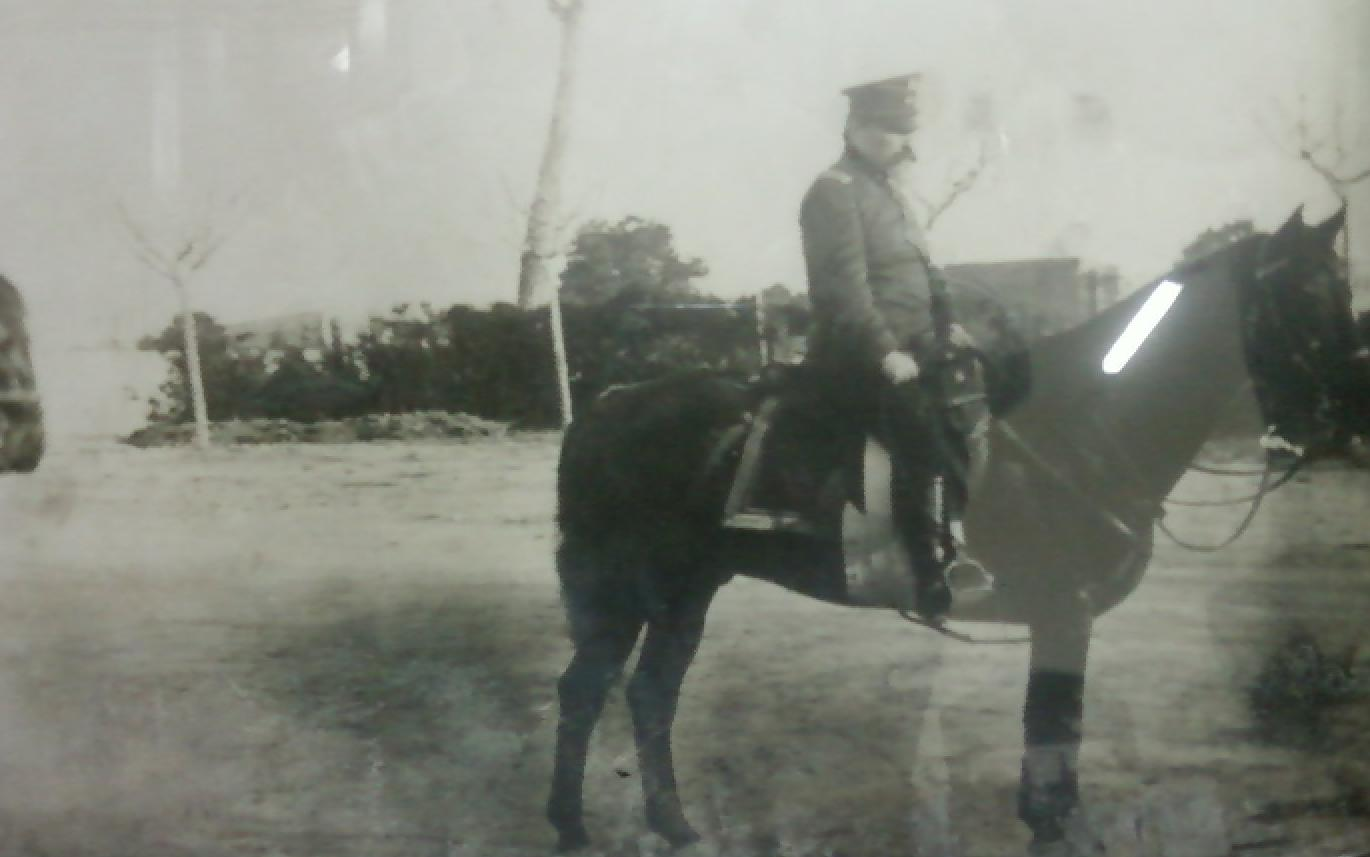
Gral. José María Uriburu montado en su caballo en 1898 aprox.

Estudió en su ciudad natal y se enroló en las milicias de su provincia en 1863. Al año siguiente formó parte de un contingente enviado a sofocar una revolución en la vecina provincia de Jujuy, pero fue tomado prisionero y estuvo a punto de ser fusilado. Participó en la Guerra del Paraguay, y combatió en peleó en las batallas de Tuyutí, Boquerón, Curupaytí y Lomas Valentinas. En 1871 participó en la luchas contra la rebelión del último caudillo federal, el entrerriano Ricardo López Jordán.
Desde 1874, con el grado de teniente coronel, prestó servicios en distintos destinos en la provincia de Salta. Al año siguiente combatió contra las montoneras santiagueñas de Taboada, que asolaban el sudeste de su provincia. Desde entonces fue uno de los jefes de la frontera sudeste, con los indios del Chaco, e hizo algunas expediciones menores entre los wichí; su principal misión era capturar familias, para forzar a los varones a entrar como peones en los ingenios azucareros y en las explotaciones forestales.
En 1880 enfrentó una revuelta, estallada en Salta en coordinación con la revolución porteña de Tejedor, y los venció en Mercedes.
En 1883 fue uno de los jefes que hizo las campañas sobre el Chaco, gran barrida que debilitó mucho a los tobas y mocovíes. De todos modos, la expedición de Uriburu estuvo centrada sobre los pacíficos wichíes, en todo el extremo oriental de Salta y el oeste de la actual provincia de Formosa. Hizo, además, exploraciones geográficas, poniendo nombres a varios puntos de la región y levantando mapas. En cierta medida, por estas exploraciones esa región – el actual departamento Rivadavia – pertenece actualmente a la provincia de Salta.
En 1893 fue nombrado Gobernador de Formosa, cargo que ejerció hasta 1897, luego fue nombrado nuevamente gobernador hasta 1901. Fue ascendido al grado de general en 1904, y puesto al mando de la 3.ª. División del Ejército Argentino, con sede en Corrientes. Pasó a retiro dos años más tarde.